# Großer Felsen-Bindenspanner
Der Große Felsen-Bindenspanner (Coenotephria tophaceata), zuweilen auch als Tuffsteinspanner, Waldmeister-Blattspanner oder Schluchten-Labkrautspanner bezeichnet, ist ein Schmetterling (Nachtfalter) aus der Familie der Spanner (Geometridae).

## Merkmale

### Falter
Die Flügelspannweite der Falter beträgt im Durchschnitt 32 bis 36 Millimeter. Die Grundfarbe der Vorderflügel variiert von weißgrau bis zu braungrau. Die Vorderflügelform läuft am Vorderrand in einer starken Bogenlinie zum Apex hin aus, wobei die Spitze etwas abgesenkt ist. Der Außenrand verläuft sehr gerade. Die Diskalregion ist braun oder dunkelgrau und mit einer saumwärts gezackten Ausbuchtung, die nach außen von einer weißgrauen Binde eingefasst ist, versehen. Ein Mittelpunkt fehlt meistens. Der Submarginalbereich, der oftmals gelbliche Überstäubungen zeigt, ist stark verdunkelt. Die grauweißen Hinterflügel haben undeutliche graue Querlinien.

### Ei, Raupe, Puppe

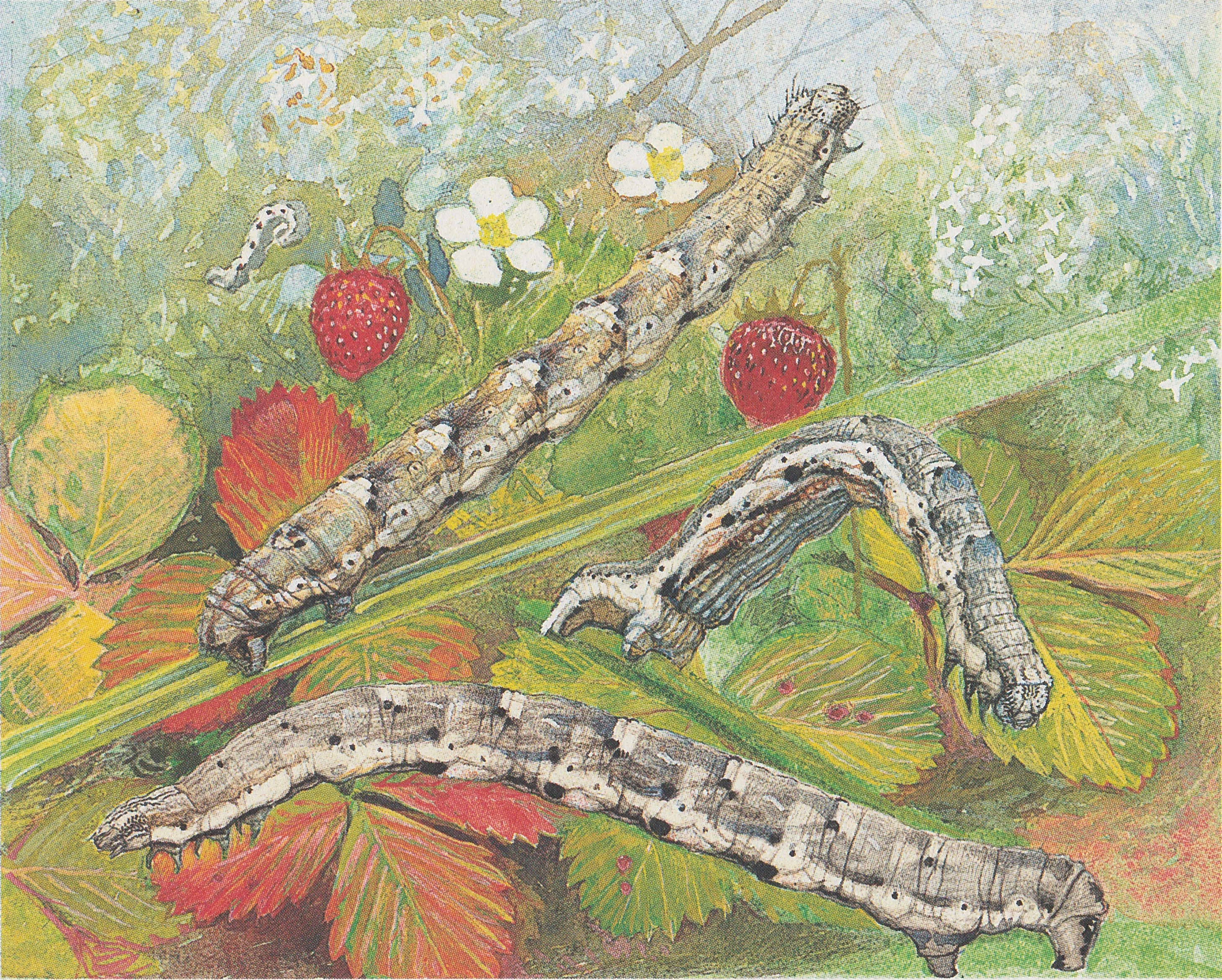
Illustration der Raupen (vierfach vergrößert) auf Erdbeerblättern

Das weißliche Ei schimmert leicht grünlich und ist mit schwachen Riefen versehen.
Erwachsene Raupen sind bräunlich gefärbt und haben dunkle Rauten- und Dreiecksflecke sowie gelbliche Seitenstreifen.
Die lang gestreckte Puppe ist glänzend gelb gefärbt.

## Geographische Verbreitung und Vorkommen
Der Große Felsen-Bindenspanner ist in den Gebirgen Mittel- und Südeuropas lückenhaft zu finden. In den Alpen kommt er in Höhen bis zu 2200 Metern vor. Er bewohnt bevorzugt steinige Berg- und Gebirgslandschaften, Felsschluchten sowie Geröllhalden.

## Lebensweise
Die Falter fliegen in niedrigen Höhenstufen in zwei Generationen in den Monaten Mai bis Juli beziehungsweise August bis September, in mittleren und höheren Lagen in einer Generation von Juni bis August. Die Mehrzahl der im Spätsommer geschlüpften Falter der vermeintlichen zweiten Generation stammen jedoch aus übersommerten Raupen, die sich nach der Überwinterung im Frühjahr einspinnen. Tagsüber ruhen sie gerne auf Felsen oder Steinen. Nachts besuchen sie künstliche Lichtquellen. Die Raupen ernähren sich von verschiedenen Labkrautarten (Galium), dazu zählen: Weißes Labkraut (Galium album), Wald-Labkraut (Galium sylvaticum), Glänzendes Wiesen-Labkraut (Galium lucidum) oder Echtes Labkraut (Galium verum). Ob sie im Freiland auch Meierarten (Asperula) annehmen, bedarf noch einer Bestätigung. Die Raupen verpuppen sich in einem leichten Gespinst an der Erde. Die Art überwintert als Raupe.

## Gefährdung
Der Große Felsen-Bindenspanner kommt in Deutschland in Bayern als Art mit geographischer Restriktion vor und gilt in Baden-Württemberg als gefährdet.

## Unterarten
Folgende Unterarten sind bekannt:
- Coenotephria tophaceata tophaceata
- Coenotephria tophaceata jurassica